# Сингапур ерлајнс
Сингапур ерлајнс (енгл. Singapore Airlines, кин: 新加坡航空公司, јап. シンガポール航空) је национална авио-компанија Сингапура. Сингапур ерлајнс је базирана на Аеродром Сингапур, где летају у дестинацијама кроз Далеком истоку, источна Азија и на „кенгир линија“ између Европа и Океанија. Авио-компанија такође служи прекопацификски летове, која има две најдужни без прекидни редове летове у свету - из Сингапур за Њуарк, Њу Џерзи и Лос Анђелес, Калифорнија.
Сингапур ерлајнс је позната за безбедности, која је била први авио-компанија у Азију и трећи авио-компанија света да од ИАТА прими награду ИОСА.
Сингапур ерлајнс је власник свој регионална авио-компанија Силк ер, која служи редовне летове за дестинације кроз региону, навише на Далеком истоку, Кина и Индија. Сингапур ерлајнс се основила и свој карго авио-компанија, Сингапур ерлајнс карго, која служи све карго потребе из Сингапура. Сингапур ерлајнс је због конкуренција купила 49% акције у нискотарифна авио-компанија Тигар ервејз.
Сингапур ерлајнс је осма највећа авио-компанија у Азија.

## Историјат

### Порекло
Историја Сингапур ерлајнса почиње 12. октобра 1947. године када је од компанија Ocean Steamship из Ливерпула, сингапурске компаније Стрејтс Стимшип (Straits Steamship) и Империјал ервејза (Imperial Airways) извршена инкорпорацијом Малајан ервејз (Malayan Airways Limited - MAL). Први лет компаније био је чартер лет од британске колоније Стрејтс у Сингапуру до Куала Лумпура 2. априла 1947. двомоторним авионом Ерспид Конзул. Убрзо су уследили редовни недељни летови од Сингапура до Куала Лумпура, Ипоха и Пенанга истим типом авиона. Компанија је наставила да се шири током четрдесетих и педесетих година, захваљујући техничкој помоћи ваздухопловних компанија британског Комонвелта (као што су БОАЦ (BOAC) и Квантас Емпајер ервејз (Qantas Empire Airways). До 1955. године је флота малајског превозника обухватала авионе Даглас ДЦ-3 и 1957. године је постала јавна. Остали ваздухоплови у прве две деценије постојања су били Даглас ДЦ-4 Скајмастер, Викер Виконт, Локид Л-1049 Супер Констелејшн, Бристол Британија, Де Хевиленд Комет 4 и Фокер Ф27.
Када су Малаја, Сингапур, Сабах и Саравак основали Малезијску Федерацију 1963. године, име компаније је промењено у Малезијан ерлајнс, док је скраћеница остала иста - МАС. МАС је такође преузео компанију Борнео ервејз. Године 1966, након одвајања Сингапура од федерације, име компаније је поново промењено у Малезија-Сингапур ерлајнс (МСА). Следеће године је уследео нагли пораст флоте и броја летова, укључујући и набавку првих Боинг ваздухоплова, 707, као и завршетак новог седишта компаније у Сингапуру.

### Инкорпорисање и раст
МСА је престала са радом 1972. године, када су због политичких несугласица Сингапура и Малезије образоване две целине: Сингапур ерлајнс и Малезијан ерлајнс систем. Сингапур ерлајнс је задржао свих десет Боинга 707 и 737, међународне руте из Сингапура, као и постојећу инфраструктуру у Сингапуру. Господин Џ. Ј. Пилеј је постао председавајући. Жене стјуардесе су наставиле да носе саронг кебаја униформе које су први пут представљено 1968. Локална рекламна компанија Бејти Адс је добила рекламна права и временом је та компанија изабрала саронг и кебаја стјуардесе за иконе превозника и назвала их „Сингапурске девојке“.
СИА је наставила са наглим растом током седамдесетих година, додајући својим одредиштима градове Индијског подконтинента и Азије и куповином Боинга 747. Осамдесете су донеле нове услуге ка Сједињеним Америчким Државама, Канади и европским градовима. Године 1989. су представљени ваздухоплови Боинг 747-400, названи Мегатоп. Касније су им придружени Боинг 777, Ербас А310 и Ербас А340. Услуге су проширене на јужну Африку у деведесетим годинама, када је превозник почео да опслужује летове ка Јоханезбургу у Јужноафричкој Републици. Градови Кејптаун и Дурбан су накнадно представљени у мрежи летова.

### Савремена историја
Године 2004. је СИА почела са непрекидним летовима преко Тихог океана, од Сингапура до Лос Анђелеса и Њујорка, авионима Ербас А340-500. Ови летови су представљали прве непрекидне летове између Сингапура и САД. Лет од Сингапура до Њујорка држи рекорд као најдужи редовни комерцијални лет, са временом лета од преко 18 часова у једном смеру. Почев од маја 2008. године Сингапур ерлајнс прилагођава авионе Ербас А340-500 за пословну класу само за летове ка Њујорку и Лос Анђелесу.
На министарском састанку 22. фебруара 2006. године, влада Аустралије је одлучила да не дозволи право пете слободе сингапурском превознику на летовима из Аустралије ка Сједињеним Америчким Државама. Сингапур ерлајнс је тврдила да су прекопацифички летови из Аустралије патили због недовољне попуњености, што је узроковало ограничену конкурентност и релативно високе цене летова. Покрет је био доживљен као мера заштите компаније Квантас од појачане конкуренције. СИА се сретала са таквим заштитним мерама у прошлости, када јој је онемогућен рад на тржишту Торонта након жалби Ер Канаде и када је принуђена да прекине летове својих Боинга 747-400 за Џакарту због протеста Гаруда Индонезије.

### А380
Дана 29. септембра 2000. године СИА је најавила поруџбину 25 ваздухоплова Ербас А3ХХ (како је у то време био представљан А380). Ова поруџбина од 8.600.000 америчких долара се састојала од 10 ваздухоплова, са могућим докупом додатних 15. Поруџбину је Сингапур ерлајнс потврдио 12. јула 2001. У јануару 2005. је компанија представила слоган „Први који летимо А380 - Осетите разлику 2006.“, да би промовисала прву испоруку летелица А380-800, која је очекивана за друго тромесечје 2006. јуна 2005. године је Ербас потврдио да ће, због непредвиђених техничких проблема, почетне испоруке А380 каснити до шест месеци, што је значило да је прва испорука померена за новембар 2006. Саопштење је веома разбеснело поручиоце. Главни извршни званичник фирме, господин Чу Чун Сенг, који је претио да ће тужити Ербас, изјавио је да ће убудуће СИА усмерити пажњу ка Боингу, пошто ће добити летелице Боинг 777-300ЕР пре А380. У сваком случају, СИА је наговестила да ово неће утицати на њихову промотивну кампању.
Фебруара 2006. је први А380 долетео у Сингапур, где је представљен на Азијском аеро-наутичком салону 2006. Дана 14. јуна 2006. је СА остварио прву поруџбину Боинга 787 као део свог будућег проширења флоте. Поруџбина се састојала од 20 летелица 787-9 и права на још 20. Ова поруџбина је дошла један дан након објаве Ербаса да ће Суперџамбо А380 каснити још шест месеци.
Треће одлагање је објављено 3. октобра 2006, померајући прву испоруку А380 за октобар 2007.
Дана 25. октобра 2007. је извршен први комерцијални лет А380 са 455 путника од Сингапура до Сиднеја. Компанија је сав приход од лета искористила у добротворне сврхе. СИА је започела са редовном употребом А280 28. октобра 2007. Ербасом А380 тренутно се опслужују свакодневни летови ка Токију, Паризу, Хонгконгу, Цириху, Лос Анђелесу као продужетак руте Сингапур-Токио, и два пута дневно ка Лондону и Сиднеју. Саобраћање на линију Њујорк преко Франкфурта почело је 15. јануара 2012. Планира се и враћање руте ка Мелбурну у првом кбарталу 2012. године.

## Редовне линије
За више информација погледајте: Редовне линије Сингапур ерлајнса

## Флота
| Тип             | Укупно | Мотори                     | Регистрације                     | Седишта                | Дестинације            | Напомена                        |
| --------------- | ------ | -------------------------- | -------------------------------- | ---------------------- | ---------------------- | ------------------------------- |
| Боинг 777-212   | 11     | Ролс Ројс Трент 884        | 9V-SQA - 9V-SQN                  | 266 (P0/J38/Y238)      | Медијум-дуголинијски   |                                 |
| Боинг 777-212ЕР | 11     | Ролс Ројс Трент 892        | 9V-SVA - 9V-SVO                  | 271 (J26/Y245)         | Медијум-дуголинијски   |                                 |
| Боинг 777-312   | 6      | Ролс Ројс Трент 892        | 9V-SYA - 9V-SYL                  | 332 (P8/J50/Y226)      | Кратко-медијумлинијски |                                 |
| Боинг 777-312ЕР | 27     | Генерал Електрик ГЕ90-115Б | 9V-SWA - 9V-SWB, 9V-SWD - 9V-SWK | 264 (P4/J48/S28/Y184)  | Медијум-дуголинијски   | Нова кабина                     |
| Ербас A330-300  | 29     | Ролс Ројс Трент 700        |                                  | 285 (J30/Y255)         | Регионалне дестинције  | Нова регионалана Пословна Класа |
| Ербас A350-900  | 1      | Ролс Ројс Трент XWB        |                                  | 253 (J42/S24/Y187)     |                        |                                 |
| Ербас A380-841  | 19     | Ролс Ројс Трент 970        | 9V-SKA                           | 441 (R12/J60/S36/Y333) | Сиднеј, Лондон         | Нова кабина                     |
| Укупно          | 110    |                            |                                  |                        |                        |                                 |

### Поруџбина
| Тип            | Поручених | Опције | Мотори              | Проглашена          | Потврда                    | Очекиван долазак  |
| -------------- | --------- | ------ | ------------------- | ------------------- | -------------------------- | ----------------- |
| Боинг 787-10   | 30        |        |                     | 18. јун 2013.       |                            | 2018-2019.        |
| Ербас A350-900 | 66        | 20     | Ролс Ројс Трент XWB | 21. јул 2006.       |                            | март 2016.        |
| Ербас A380-841 | 5         | 1      | Ролс Ројс Трент 970 | 29. септембар 2000. | 12. јул 2001. (Први купац) | 15. октобар 2007. |
| Укупно         | 101       | 21     |                     |                     |                            |                   |